# 瓦列留·布拉尔卡
瓦列留·布拉尔卡（羅馬尼亞語：Valeriu Bularca，1931年2月14日—2017年2月7日），罗马尼亚男子摔跤运动员。他曾代表罗马尼亚参加1960年和1964年夏季奥林匹克运动会摔跤比赛，其中1964年奥运会获得一枚银牌。